# Voice in the Wind
Voice in the Wind ist ein US-amerikanischer Film noir aus dem Jahre 1944 mit Franz Lederer in der Hauptrolle. 

## Handlung
Prag, Ende der 1930er Jahre. Die deutsche NS-Herrschaft hat jetzt auch in der tschechoslowakischen Hauptstadt Einzug gehalten, und die neuen Machthaber beginnen mit der Verfolgung jüdischer und anders denkender Mitbürger. Aus diesem Grund ist der tschechische Pianist Jan Volny geflohen, denn er hat ein nationalpatriotisches Lied, Friedrich Smetanas „Die Moldau“, gespielt, das die Nazis auf den Index gesetzt hatten. Man foltert ihn, und er verliert jedwede Erinnerung. Sein Weg führt ins Exil auf die französische Karibikinsel Guadeloupe. Schweren Herzens musste er seine große Liebe Marya zurücklassen. Unter vollständiger Amnesie stehend, versucht Jan, seine Vergangenheit wieder ins Gedächtnis zu rufen. In der Zwischenzeit arbeitet er dem schurkischen Schlepper Angelo, der seinen Lebensunterhalt mit dem Elend politischer Flüchtlinge verdient, zu. 
Als erste Erinnerungsfetzen zurückkehren, fällt Jan wieder ein, dass er unter den Deutschen der Folter ausgesetzt war. Von Tag zu Tag verstärkt sich in ihm der Glaube, dass Marya nicht mehr leben würde. Doch seine Verlobte konnte ebenfalls dem Nazi-Terror entfliehen und befindet sich, ohne dass Jan dies weiß, am selben Ort wie er. Sie hält sich sogar in einem Saloon, in dem er manchmal seine Können am Klavier zum Besten gibt, auf und ist gibt sich ganz einer schweren Krankheit hin, die sie weitgehend ans Bett fesselt. In einem dramatischen Moment, in dem Angelo zu Tode kommt, kehrt auch Jans Erinnerung zurück. Nun erkennt er auch seine moribunde Marya und eilt an ihr Krankenbett. Doch es ist zu spät, seine Frau erkennt ihn nicht mehr. Sie stirbt, voll Kummer über den Verlust von Verlobtem und Heimat, ohne dass sie sich seiner Nähe bewusst wird. Im Moment beider Wiedervereinigung hat Jan Marya nun ein zweites Mal verloren und wird diesen Verlust ebenfalls nicht überleben.

## Produktionsnotizen
Der als antinazistisches Emigrantendrama konzipierte Voice in the Wind entstand in der zweiten Jahreshälfte 1943 in einem angemieteten Filmstudio für überaus günstige 100.000 $ und wurde, laut Aussage des am Film als Drehbuchautor beteiligten österreichischen Schriftstellers Friedrich Torberg, in nur elf Tagen heruntergekurbelt. Die Uraufführung von Voice in the Wind erfolgte am 3. März 1944. Diese Produktion ist ein gutes Beispiel für einen von mitteleuropäischen Exilanten während des Zweiten Weltkriegs mit sparsamsten Mitteln hergestellten Hollywoodfilm. Wie kaum ein anderer thematisiert er überdies das Überleben europäischer Flüchtlinge vor Hitlers Verfolgung im Exil.
Da weder die Besetzung noch das Thema US-amerikanischem Massengeschmack Tribut zollte, blieb der bescheiden gestaltete Film weitgehend unbeachtet. Wie nur wenige andere US-Produktionen der Kriegszeit, abgesehen von vielleicht The Hitler Gang, Botschafter in Moskau oder Casablanca, wird dieser Film in erheblichem Maße von Flüchtlingen aus Hitlers Machtbereich getragen. Dabei handelt es sich neben dem Hauptdarsteller Franz Lederer, einem gebürtigen Böhmen, um:
- den Filmproduzenten Rudolf Monter, einst ein Prager Rechtsanwalt
- den Schauspieler Alexander Granach, einem Wahl-Berliner, der 1933 nur knapp der Verhaftung durch die Gestapo entgehen konnte
- der Schauspielerin Olga Fabian, eigentlich Fuchs, eine Wiener Bühnenkünstlerin
- den Schauspieler Martin Berliner, einen Wiener Bühnenkünstler
- den UFA-Filmarchitekten und Plakatmaler Rudi Feld
- den Wiener Literaten Friedrich Torberg, der zu diesem Film das Drehbuch schrieb
- und den deutschen Kameramann Eugen Schüfftan, der, weil ihm die Mitgliedschaft in der ASC verweigert worden war, hier lediglich als „technischer Berater“ geführt wurde, obwohl er als ausgezeichneter Kamerakünstler sicherlich die Kernarbeit der Fotografie geleistet haben dürfte.

Der Film existiert in keiner deutschen Synchronisation.

## Kritiken
„Ein finsterer und erschütternder Film, den sie tapfer „Voice in the Wind“ genannt haben, bedauert zutiefst die Vergewaltigung all jener wunderschöner Dinge in dieser brutalen, modernen Welt… Offensichtlich haben Mr. Ripley und Mr. Monter tief aus dem Brunnen getrunken, aus dem die französischen Kinoimpressionisten das Salzwasser vor 1939 geholt hatten. (…) Francis Lederer spielt den niedergeschlagenen, tragischen Pianist ziemlich steif in seinen klaren, normalen Momenten und macht aus ihm einen wilden und armseligen Irren, als er komplett den Verstand verloren hat. Sigrid Gurie als seine Ehefrau ist durchgehend düster, sowohl im kranken als auch im gesunden Zustand, und Alexander Granach and J. Carrol Naish sind hervorragend als zwei Brüder, die in der Geschichte in Konflikt geraten. Mr. Ripley hat wie erwähnt den Film auf beißende Effekte hin inszeniert und die Musik kunstvoll eingesetzt, um die traurigen Stimmungen in Gang zu setzen.“

„War Exil ein politisch-literarisches Thema für die emigrierte Schriftsteller, so wird es von dem Filmexilanten kaum als „Motiv“ genutzt. Als Ausnahme gilt „A Voice in the Wind“ (Regie: Arthur Ripley), der Heimatlosigkeit verbildlicht. (…) Das schattige, nächtliche Dunkel der Szenerie schafft eine melancholische Atmosphäre und die Musik Smetanas eine nostalgisch sehnsüchtige Stimmung nach der verlorenen Heimat.“

## Oscar-Nominierungen
Die Produktion war 1945 in den Kategorien Beste Filmmusik und Bester Ton für den Oscar nominiert.